# Чернігівська організація Української Гельсінської Спілки
Чернігівська організація Української Гельсінської Спілки — неформальна громадсько-політична і правозахисна організація на Чернігівщині, організована Левком Лук'яненко. Зорганізувалася у квітні 1989 р. як Чернігівська обласна філія Української Гельсінської Спілки.

## Історія
У квітні 1989 року у Чернігові було створено філію Української Гельсінської Спілки. Цю подію можна пов'язати, безпосередньо, з поверненням на батьківщину очільника УГС — Л.Лук'яненка, 26 січня 1989, який і пропагував демократичні, правозахисні ідеї в середовищі чернігівської інтелігенції та національно свідомих громадян.
21 березня 1989 року Олександр Лук'яненко, разом своїми колегами, розклеїв об'яви по місту, де оголошувалося: « Шановні чернігівці! Якщо хочете познайомитися з УГС, її метою та способами діяльності, то приходьте на квартиру Левка Лук'яненка за адресою:…, телефон хатній:…». На збори прийшло багато свідомої молоді, які потім стали членами Спілки.
Членами Чернігівської філії УГС стали О. Лук'яненко, І. Орлов, М. Коваленко, Я. Мостепан, М. Миколаєнко, А. Шацький, які забралися на квартирі діда Дудки на П'яти кутах. Вже на першому засіданні, де вирішувались здебільшого організаційні питання, керівником філії було обрано Якова Мостепана, випускника Чернігівського педінституту. Досить швидка УГС, під впливом Л.Лук'яненка, стала основною опозиційною силою на Чернігівщині. Більш радикально оцінювалась діяльність КПРС, активно пропагувався розвал СРСР, вимагали утвердження в Україні прав людини, і поширення свобод, таких як свободи слова та друку.
У серпні 1989 року — орган очолив Котенко О. І. В. Москаленко — один з засновників товариства «Меморіал», за підтримки «Меморіал» — намагався налагодити систему зв'язку, яку не будуть контролювати чекісти, та перевіряв квартири, в яких проводилися засідання, на наявність підслуховуючи засобів.
Я.Мостепана 2 вересня 1989 року було оштрафовано на 100 карбованців за організацію несанкціонованого мітингу на Красній площі. В знак протесту, його однодумці того ж дня в центрі міста почали збирати кошти на штраф. Внаслідок чого, міліція затримала ще одного члена Чернігівської філії УГС — О.Котенка.
7 листопада 1989 року було організовано масштабну суспільно-політичну акцію. Під час святкування річниці Жовтневої революції, членам філії, О. Котенку та М. Коваленку, вдалося наблизитись до трибуни та підняти гасла «Ми за багатопартійну систему», «Відмініть шосту статтю Конституції». Через декілька хвилин їх оточили люди в цивільному вбранні та порвали плакати. Затриманих відвели у приміщення товариства «Знання», де протримали до закінчення святкової маніфестації. Інформацію про цю подію не пустили в періодичну пресу, містом ширилися чутки про діяльність УГС, як про таємних борців за національні свободи.
18 листопада 1989 року в Чернігові відбувся мітинг, на якому до одного з членів Спілки, Сергія Чуйка, підійшли двоє в цивільному, наказали мовчати і зірвали з куртки жовто-блакитний прапорець з тризубом. Після цього, затягнули в авто, відібрали сумку з самвидавом та жорстоко побили.
Наприкінці 1989 року Чернігівська філія УГС стала займатися пошивкою національних прапорів. Побачивши в цьому негативні тенденції, влада почала вилучати жовту та синю тканину з магазинів міста. Сестра Левка Лук'яненка, Зіна, демонстративно спалила свій партквиток і вступила до Чернігівської філії УГС, привезла з Білорусі 2 сувої тканини. Виготовлення прапорів продовжилося.
В Чернігові було утворено газету «Неспокій», яка стала друкованим органом УГС. Редактором було обрано Бородуху, а заступником Мостепана. Друкували номери в Литві.
Новою віхою в боротьбі за права населення була «ковбасна революція» 7 січня 1990 року. На мітингу виступали представники від РУХу та УГС, лунали вимоги звільнення керівної верхівки, в тому числі Палаженка. Після мітингу, було затримано І. Орлова, було проведене швидке слідство, і оштрафовано на 100 карбованців, за організацію несанкціонованого мітингу на стадіоні.
Останній мітинг присвячений «ковбасній революції», відбувся біля літньої естради, під гаслами: «Ні — новому союзному договору» На якому виступав один з засновників Чернігівської філії — Л.Лук'яненко. Також виступив І. Орлов, який розповів про суд над ним та про присудження штрафу. У підтримку С.Потапенко, пішов до сцени віддаючи 3 карбованці, на компенсацію, за ним потягнулися і інші учасники мітингу.
У газеті «Комсомольський гарт» було надруковано статтю В.Чепурного «Галас Україні не допоможе» — про Л.Лук'яненка, але її швидко відредагували, до того як вона дійшла до верстата.
У квітні-травні на базі УГС у Чернігові з'являється перша опозиційна партія УРП. За нею протягом 1990—1991 років виникають в місті ПДВУ, СНУМ, об'єднання «Нова Україні», «Зелений Світ».
Члени Чернігівської УГС брали участь в «Живому ланцюгу єднання», який відбувся 21 січня 1990 року, на честь 71-річчя Злуки УНР і ЗУНР. Учасниками були: Котенко О. І. та Кузьменко В. В.
11 лютого 1990 року у Чернігові відбувся кількатисячний мітинг на захист української мови. Від УГС виступив Ігор Орломов, з доповіддю про права людини, та їх утиснення радянською владою.
19 червня 1990 року на території Валу зустріч активістів міста з Л.Лук'яненком і О. Гудимою. Було засуджено комуністичну ідею, і висловився за усунення КПРС від влади. Зустріч закінчилася пропозицією про присвоєння звання почесного громадянина м. Чернігова Л.Лук'яненку.
14 жовтня 1990 року — філія організувала у містечку Городня протест проти спроб зберегти Радянський Союз.
4 листопада 1990 року було проведено акцію демократичних сил в Ніжині, з метою роз'яснення головних політичних питань та ознайомлення людей з національним синьо-жовтим прапором, там же продавали номери «Неспокою».
Після здобуття Україною незалежності УГС не згорнула своєї діяльності, а і надалі у містах України працюють її філії, які беруть активну участь у громадсько-політичному житті країни, здійснюють правозахисну діяльність на місцях.